# TMPRSS11D
TMPRSS11D (англ. Transmembrane protease, serine 11D) — мембрано-связанная сериновая протеаза, продукт гена TMPRSS11D
.

## Структура и функции
TMPRSS11D относится к семейству сериновых протеаз. Высвобождается в подслизистый серозных желёз. Трансмембранный белок II типа. Каталитический участок TMPRSS11D имеет 29-38% идентичности с такими протеазами, как гепсин, энтеропептидаза, акрозин и триптаза тучных клеток. Белок может играть роль в защитной иммунной системе слизистых независимо или в кооперации с другими компонентами слизистой воздуоховодных путей или бронхиального секрета.